# 南条村 (新潟県)
南条村（みなみじょうむら）は、かつて新潟県刈羽郡にあった村。

## 沿革
- 1889年（明治22年）4月1日 - 町村制施行に伴い刈羽郡南条村が村制施行し、南条村が発足。
- 1901年（明治34年）11月1日 - 刈羽郡北条村、小澗村、広田村、長鳥村と合併し、北条村を新設して消滅。